# Zonotrichia
A Zonotrichia a madarak osztályának verébalakúak (Passeriformes) rendjébe és a verébsármányfélék (Passerellidae) családjába tartozó nem.

## Rendszerezésük
A nemet William Swainson angol ornitológus írta le 1832-ben, az alábbi 5 faj tartozik ide:
- Morgan-verébsármány (Zonotrichia capensis)
- Harris-verébsármány (Zonotrichia querula)
- fehértorkú verébsármány (Zonotrichia albicollis)
- Zonotrichia atricapilla
- koronás verébsármány (Zonotrichia leucophrys)